# André Perchicot

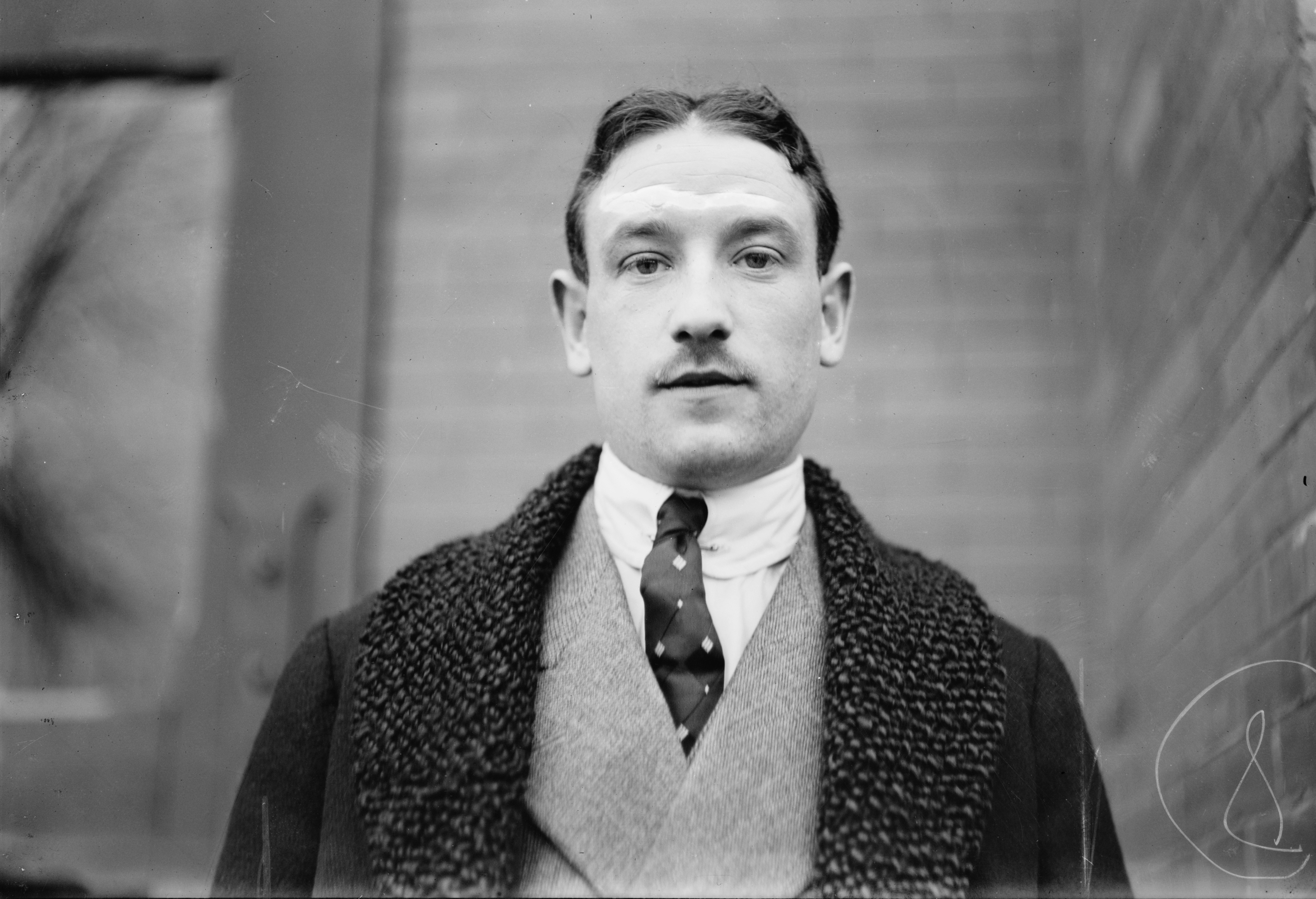
André Perchicot in 1912

André Perchicot (Bayonne, 9 augustus 1888 - aldaar, 3 mei 1950) was een Frans wielrenner en zanger. Zijn specialiteit als wielrenner was het baansprinten.

## Carrière
Hoewel opgeleid tot ingenieur, koos hij vanaf 1909 voor een bestaan als beroepsrenner op de baan. Enige jaren lang behoorde hij tot de sterksten onder de sprinters.
Tijdens de Eerste Wereldoorlog werd hij gevechtspiloot en in 1916 werd zijn vliegtuig uit de lucht geschoten. Perchicot overleefde, maar brak praktisch al zijn botten.
Tijdens zijn lange revalidatie in de overvolle militaire hospitalen vond hij een nieuw levensdoel. Hij begon te zingen om de gewonden op te monteren. Al snel steeg zijn populariteit en uiteindelijk bracht hij 27 platen uit, met als bekendste nummer 'Quand on aime on a toujours vingt ans ...'. Vanaf 1930 was Perchicot een gevierd music-hallartiest en toerde door Europa, Noord-Afrika en het Midden-Oosten met 'la tournée Perchicot'.
In 1950 stierf hij als rentenier te Bayonne.

## Palmares
| Jaar | FK     | EK   | WK     |
| ---- | ------ | ---- | ------ |
| 1912 | sprint |      | sprint |
| 1913 |        | baan | sprint |

- Biblioteca Nacional de España: XX1082953
- Bibliothèque nationale de France: cb13925549g (data)
- International Standard Name Identifier: 0000 0000 0070 886X
- MusicBrainz: dc3b8a5c-e93d-4ed1-acd9-3935c77f261b
- Système universitaire de documentation: 234649992
- Virtual International Authority File: 10035759